# Gomontiaceae
Gomontiaceae, porodica zelenih algi u redu Ulotrichales. Ime je dobila po rodu Gomontia. Postoji 14 priznatyih vrsta unutar četiri roda.

## Rodovi
1. Chlorojackia R.Nielsen & J.A.Correa  1 sp.
2. Collinsiella Setchell & Gardner  3 sp.
3. Eugomontia Kornmann   2 sp.
4. Gomontia Bornet & Flahault   8 sp.